# Television (sång)
Television är en låt av den svenska punkrockgruppen Noice. Låten släpptes som gruppens debutsingel 1979 och återfinns på albumet Tonårsdrömmar. Television skrevs av basisten Peo Thyrén.
"Du é inte man" var B-sidan till singeln och kom från samma album som Television. Den f.d. gitarristen Robban Liman som slutade spela i Noice 1979 spelar gitarr på både Television och Du é inte man.
Television finns även med på deras samlingsalbum H.I.T.S., Flashback Number 12, Svenska popfavoriter och 17 klassiker.

## Musiker
- Hasse Carlsson – sång/gitarr
- Peo Thyrén – elbas
- Freddie Hansson – klaviatur
- Robert Klasen – trummor